# Viðoy
Viðoy (en danés: Viderø) es la isla más al norte del archipiélago de las Islas Feroe, territorio perteneciente a la corona danesa y situado en el mar de Noruega. 
El nombre de la isla deriva del término feroés viður cuyo significado es madera. La denominación se originó por los numerosos restos de árboles existentes en la bahía de Viðvík en la costa oriental. Debido a la escasa vegetación arbórea en todas las Feroe, dichos restos se utilizaron para construir las primeras granjas construidas en las islas vecinas.
- Extensión: 41 km²
- Población: 617 habitantes
- Punto más alto: Villingadalsfjall, 841 metros
- Comunas: Viðareiði (con 374 habitantes) y parte de la comuna de Hvannasund (270 habitantes)

Otro de los puntos de importancia geográfica de la isla es el Cabo Enniberg (de 754 metros). Su importancia no sólo estriba en ser el punto más al norte del archipiélago, sino también en tratarse en el segundo acantilado más alto de Europa (sólo superado por Hornelen -en Noruega-; pero superior a los de Croaghaun, Vixía de Herbeira, Preikestolen, Slieve League y Cabo Girão; pero inferior a al americano Thumbnail y a los oceánicos de Kaulapapa). 
La isla se encuentra comunicada a través de un puente con la vecina isla de Borðoy, donde se encuentra la capital comarcal de Klaksvík.